# Eduard Rubin
Pour les articles homonymes, voir Rubin.
Eduard Alexander Rubin (17 juillet 1846 - 6 juillet 1920) était un ingénieur suisse en mécanique qui est célèbre pour avoir inventé la  balle blindée en 1882. Sa cartouche la plus célèbre était la cartouche suisse 7.5 × 55mm qui était la munition standard pour des fusils militaires Schmidt-Rubin, K31 et Stgw 57. En plus de la balle blindée, Rubin a développé le fusil militaire Schmidt-Rubin (avec Rudolf Schmidt), le mécanisme d'allumage Rubin-Fornerod et l'utilisation de trinitrotoluène (TNT) et de nitrate d'ammonium pour remplacer la poudre dans les grenades d'artillerie. Ses balles entièrement plaquées de cuivre inspirèrent également les balles entièrement blindées en métal introduites en 1886 pour le fusil Lebel. Il fut directeur de l'usine fédérale suisse de munitions et du centre de recherche de Thoune. Il avait le grade de colonel dans l'armée suisse.
Il était marié à Rosina Susanna Leuzinger, fille du cartographe suisse Rudolf Leuzinger.